# Pojezerje
Pojezerje je općina u Dubrovačko-neretvanskoj županiji u Hrvatskoj.

## Zemljopis
Općina na zapadu graniči s gradom Vrgorcem (Splitsko-dalmatinska županija), na jugu s teritorijem grada Ploča, na istoku s općinom Kulom Norinskom dok na sjeveru graniči s Bosnom i Hercegovinom (teritorij grada Ljubuškoga). Na području općine Pojezerje nalazi se međunarodni granični prijelaz Mali Prolog - Crveni Grm. 
Prostire se na površini od 32,60 km2 i u svom sastavu ima šest naselja:
- Otrić-Seoci (općinsko sjedište),
- Kobiljača,
- Mali Prolog,
- Pozla Gora,
- Brečići te
- Dubrave.

Do ustroja Općine Pojezerje naselja u njenom sastavu nalazila su se u sastavu (bivše) Općine Metković, a općina ustrojstveno pripada Dubrovačko-neretvanskoj županiji.

## Stanovništvo
Po popisu iz 2001. godine općina ima 1233 stanovnika. Popisom iz 2011. godine općina je imala 991 stanovnika iz čega se vidi trend opadanja stanovništva, koje se najviše odnosi na naselja Mali Prolog i Pozla Gora, te dobrim dijelom i na naselje Kobiljača. Jedino naselje Otrić Seoci zadržava isti broj stanovnika.
U općini prevladava katolička vjeroispovijest.
Broj stanovnika po naseljima (popis iz 2011.):
- Otrić-Seoci: 657
- Kobiljača: 241
- Mali Prolog: 31
- Pozla Gora: 62

dok su Brečići i Dubrave nenaseljeni.
| broj stanovnika | 725   | 859   | 995   | 1123  | 1325  | 1455  | 1596  | 1469  | 1704  | 1768  | 1723  | 1612  | 1446  | 1394  | 1233  | 991   | 943   |
|                 | 1857. | 1869. | 1880. | 1890. | 1900. | 1910. | 1921. | 1931. | 1948. | 1953. | 1961. | 1971. | 1981. | 1991. | 2001. | 2011. | 2021. |

## Uprava
Sjedište općine je u naselju Otrić-Seoci, gdje se nalazi i općinska zgrada s dvoje stalno zaposlenih te načelnikom (dužnosnik) koji svoju dužnost obavlja profesionalno. Načelnik općine je Borislav Dominiković. Dan Općine slavi se 16. kolovoza, na blagdan sv. Roka.

## Povijest
Prvi stanovnici ovoga kraja bili su stari Iliri od kojih su se sve do danas sačuvale gomile i gradine. O srednjovjekovnoj nazočnosti hrvatskog stanovništva govore nekropole stećaka na nekoliko mjesta na području općine. Današnje stanovništvo uglavnom potječe od doseljenika iz Hercegovine pod vodstvom serdara Mate Bebića za vrijeme Morejskog rata (1684. – 1699). Najstariji dokument koji govori o tadašnjim doseljenicima je zemljišnik iz 1704. godine, u kojemu se spominju sljedeća prezimena: Antunović, Bašić, Čotić, Grmosić (Grmoja), Guinović, Jakić, Krstić, Matić, Mialović, Petrušić, Romić, Šimunović i Žderić. Tijekom vremena tim su se obiteljima pridružile nove, posebice nakon Malog rata s Turcima, koji je završio mirom u Požarevcu 1718. godine, kojim se ustalila granica prema Hercegovini.
Općina Pojezerje je utemeljena krajem 1992. godine donošenjem Zakona o lokalnoj samoupravi i upravi te donošenjem Zakona o područjima županija, gradova i općina. Formalno je ustrojena u svibnju 1993. godine, poslije provedenih lokalnih izbora, kad je konstituirano Općinsko vijeće, izabran načelnik i Općinsko poglavarstvo.

## Gospodarstvo
Stanovništvo općine orijentirano je uglavnom na poljoprivrednu proizvodnju (gotovo isključivo vinogradarstvo) koja se odvija u polju Jezero, koje je administrativno podijeljeno na općinu Pojezerje, grad Vrgorac i grad Ploče. U naselju Otrić-Seoci nalazi se i ispostava poduzeća Vrgorka-Vinarija d.d. Vrgorac, koja obrađuje plantažne nasade vinograda, bavi se i proizvodnjom loznih cijepova i u istoj je stalno zaposleno oko 20 radnika iz naselja općine kao i okolnih naselja. 
Vinogradarstvo je dopunska djelatnost (za neke obitelji i glavna), jer je stanovništvo uglavnom zaposleno u državnim službama (carina, policija, lokalna samouprava), i dobar dio u Luci Ploče. Na području općine živi i pozamašan broj umirovljenika koji su mirovinu ostvarili u Njemačkoj, kamo je početkom 60-ih godina, pa sve do sredine 70-ih godina prošlog stoljeća radno aktivno stanovništvo odlazilo.
Općina je kompletno elektrificirana i pokrivena telefonskom mrežom, a vodovodna mreža postoji u naseljima Otrić-Seoci i Kobiljača dok je pred samim dovršetkom izgradnja vodovodne mreže za naselja Mali Prolog i Pozla Gora kao i za buduću Poslovnu zonu Pojezerje, koja se nalazi na području naselja Pozla Gora, uz državnu cestu D-62 (Metković-Vrgorac) i u zoni odvojka za koridor Vc.
Područjem općine prolazi i dio autoceste Zagreb-Split-Dubrovnik, dionica Ravča-Ploče, u ukupnoj dužini od oko 6 kilometara. Područjem općine prolazi i trasa budućeg regionalnog plinovoda Split (Dugopolje)-Ploče.
Također, na području općine, u naselju Otrić-Seoci, nalazi se i osmogodišnja osnovna škola, dječji vrtić odnosno predškolski odgoj kao i poštanski ured Otrić-Seoci. Postoje još i dvije trgovačke radnje kao i dva ugostiteljska objekta (kafići).

## Spomenici i znamenitosti

### Kamene kugle
Kugle promjera od 2 do 30 cm pronađene su na sjevernim padinama brda Šubira kod Otrić-Seoca prilikom izgradnje autoceste A1 u listopadu 2009. i travnju 2010. godine. Potječu iz razdoblja gornje krede, točnije turona (razdoblja prije 90 milijuna godina). Nakupine su minerala, odnosno silikatno–karbonatne sferoidne nodularne konkrecije s laminiranom unutarnjom građom. Nastale su u okolišu nekadašnjeg oceana Tetisa. Zbog svoje rijetkosti, izgleda i velikog znanstvenog značenja, zaštićene su izvan nalazišta. Zakonom o zaštiti prirode (NN 80/13, 15/18 i 14/19) zaštićene su 20. srpnja 2011. i to u kategoriji zaštićenog minerala.

### Sakralni objekti
- crkva Gospe od Jezera u Kobiljači, izgrađena 1976.
- crkva svetog Nikole u Otrić-Seocima, sagrađena prije u 1733. (kad joj je zabilježen prvi spomen)
- crkva svetog Roka na brdu Gračina iznad Otrić-Seoca, sagrađena na mjestu ilirske gradina a poslije nekropole stećaka; vrijeme izgradnje nepoznato; zajedno s arheološkim nalazištem zaštićeno kulturno dobro
- crkva Male Gospe u Pozloj Gori, dovršena početkom 1990-tih
- crkva svetog Mihovila u Struzima, sagrađena u prvoj polovici 18. stoljeća, preventivno zaštićeno kulturno dobro

## Obrazovanje
Na području općine, u Otrić-Seocima djeluje osnovna škola "Otrić-Dubrave" te dječji vrtić.

## Vanjske poveznice
- Službena stranica